# ГЕС Wallace
ГЕС Wallace — гідроелектростанція у штаті Джорджія (Сполучені Штати Америки). Знаходячись перед ГЕС Сінклер (45 МВт), становить верхній ступінь каскаду на річці Оконі, правій твірній річки Altamaha (дренує східну сторону Аппалачів та впадає до Атлантичного океану за вісімдесят кілометрів на південний захід від Саванни).
У межах проекту долину Оконі перекрили комбінованою греблею з центральною бетонною та бічними земляними ділянками висотою 36 метрів та загальною 1128 метрів, яка утримує витягнуте по долині річки на 64 км водосховище Оконі з площею поверхні 77 км2 та об'ємом 580 млн м3.
Пригреблевий машинний зал обладнали двома пропелерними турбінами потужністю по 56,3 МВт та чотирма оборотними турбінами типу Френсіс потужністю по 52,2 МВт у генераторному та 61,7 МВт у насосному режимах. Обладнання використовує напір у 27 метрів та забезпечує зворотній підйом води на 30 метрів.
При роботі станції в режимі гідроакумуляції як нижній резервуар використовується водосховище наступної станції каскаду, для чого русло річки у нижньому б'єфі поглибили протягом 6 км. За проектом щоденно у верхній резервуар закачується 30,8 млн м3, що викликає зміну рівня у сховищі Сінклер на 0,6 метра.